# Relations entre la Syrie et l'Ukraine
La Syrie et l'Ukraine ont actuellement rompu leurs relations étrangères bilatérales. Les relations ont existé de 1992 à 2022, date à laquelle elles ont été rompues. L'ambassade d'Ukraine au Liban protège les intérêts ukrainiens en Syrie. 

## Histoire
La Syrie a reconnu l'indépendance de l'Ukraine le 28 décembre 1991. Les pays ont établi des relations diplomatiques le 31 mars 1992[réf. nécessaire].
Avec le début de la guerre civile syrienne en 2011, la Syrie s'est rapprochée politiquement de la fédération de Russie. L'Ukraine a fermé son ambassade à Damas en 2016 et a ordonné en 2018 la fermeture de l'ambassade syrienne à Kiev évoquant les violations des droits humains commises par le gouvernement de Bachar al-Assad contre des civils syriens. 
Le 29 juin 2022, la Syrie a reconnu l'indépendance des républiques populaires de Donetsk et de Louhansk. Le 30 juin 2022, l'Ukraine a rompu ses relations avec la Syrie. La Syrie a officiellement rompu ses relations diplomatiques avec l'Ukraine le 20 juillet, invoquant le principe de réciprocité. 